# Pcelina, Razgrad
Pcelina (în bulgară Пчелина) este un sat în comuna Samuil, regiunea Razgrad,  Bulgaria. 

## Demografie
Componența etnică a satului Pcelina
     Turci (98,89%)
     Bulgari (1,1%)
     Nicio identificare (0%)
     Altele (0%)
Toți cei 271 de rezidenți au răspuns la recensământul din 2011. Din acești 271 de respondenți, 268 s-au identificat ca turci (98,89%), urmați de 3 etnici bulgari (1,1%).